# Fraction continue généralisée
En mathématiques, une fraction continue généralisée est une expression de la forme :
comportant un nombre fini ou infini d'étages. C'est donc une généralisation des fractions continues simples puisque dans ces dernières, tous les ai sont égaux à 1.

## Notations
Une fraction continue généralisée est une généralisation des fractions continues où les  numérateurs et dénominateurs partiels peuvent être des complexes quelconques :
{\displaystyle x=b_{0}+{\cfrac {a_{1}}{b_{1}+{\cfrac {a_{2}}{b_{2}+{\cfrac {a_{3}}{b_{3}+{\cfrac {a_{4}}{\ddots \,}}}}}}}}}
où an (n > 0) sont les numérateurs partiels et les bn les dénominateurs partiels.
Des notations plus compactes sont employées :
{\displaystyle x=b_{0}+{\frac {a_{1}}{b_{1}+}}~{\frac {a_{2}}{b_{2}+}}~{\frac {a_{3}}{b_{3}+}}\cdots }.
Carl Friedrich Gauss utilisa une notation rappelant la notation Σ des séries ou Π du produit infini :
{\displaystyle x=b_{0}+{\underset {i=1}{\overset {\infty }{\mathbf {K} }}}{\frac {a_{i}}{b_{i}}}}
où la lettre K est l'initiale de Kettenbruch, signifiant « fraction continue » en allemand.
Dans la suite, on adopte l'écriture d'Alfred Pringsheim :
{\displaystyle x=b_{0}+{\frac {a_{1}\mid }{\mid b_{1}}}+{\frac {a_{2}\mid }{\mid b_{2}}}+{\frac {a_{3}\mid }{\mid b_{3}}}+\cdots .}

## Transformations de Möbius
L'observation suivante va rendre naturel le calcul des réduites. Les fonctions ρn définies par
sont des composées de fonctions homographiques :
Ainsi par exemple,
Les matrices associées vérifient alors
si bien que
où les hn et kn sont définis par

## Réduites
Des formules précédentes découlent celles sur les numérateurs et dénominateurs des réduites, généralisant celles des réduites d'une fraction continue simple :

## Conversions
Si (cn)n>0 est une suite de complexes non nuls alors
{\displaystyle {\frac {a_{1}\mid }{\mid b_{1}}}+{\frac {a_{2}\mid }{\mid b_{2}}}+{\frac {a_{3}\mid }{\mid b_{3}}}+{\frac {a_{4}\mid }{\mid b_{a}}}+\cdots ={\frac {c_{1}a_{1}\mid }{\mid c_{1}b_{1}}}+{\frac {c_{1}c_{2}a_{2}\mid }{\mid c_{2}b_{2}}}+{\frac {c_{2}c_{3}a_{3}\mid }{\mid c_{3}b_{3}}}+{\frac {c_{3}c_{4}a_{4}\mid }{\mid c_{4}b_{4}}}+\cdots ,}
c'est-à-dire que ces deux fractions continues ont mêmes réduites.
En particulier :
- si tous les ai sont non nuls alors, en choisissant c1 = 1/a1 et cn+1 = 1/(an+1cn), on se ramène à une fraction continue ordinaire :{\displaystyle {\frac {a_{1}\mid }{\mid b_{1}}}+{\frac {a_{2}\mid }{\mid b_{2}}}+{\frac {a_{3}\mid }{\mid b_{3}}}+\cdots ={\frac {1\mid }{\mid c_{1}b_{1}}}+{\frac {1\mid }{\mid c_{2}b_{2}}}+{\frac {1\mid }{\mid c_{3}b_{3}}}+\cdots ~;}
- si tous les bi sont non nuls, on peut construire de même une suite (dn)n>0 telle que {\displaystyle {\frac {a_{1}\mid }{\mid b_{1}}}+{\frac {a_{2}\mid }{\mid b_{2}}}+{\frac {a_{3}\mid }{\mid b_{3}}}+\cdots ={\frac {d_{1}a_{1}\mid }{\mid 1}}+{\frac {d_{2}a_{2}\mid }{\mid 1}}+{\frac {d_{3}a_{3}\mid }{\mid 1}}+\cdots ,}en posant d1 = 1/b1 et pour n > 1, dn+1 = 1/(bn+1bn).

Ces deux conversions sont extrêmement utiles dans l'analyse du problème de convergence.
Une autre, également découverte par Euler, permet de compacter une fraction continue simple ayant une « quasipériode » de longueur paire 2r en une fraction continue généralisée « presque » simple — ou inversement, de développer certaines fractions généralisées en fractions simples — en appliquant r fois la formule suivante :
{\displaystyle {\frac {1\mid }{\mid b_{1}}}+{\frac {1\mid }{\mid m}}+{\frac {1\mid }{\mid n}}+{\frac {1\mid }{\mid b_{2}}}+{\frac {1\mid }{\mid m}}+{\frac {1\mid }{\mid n}}+{\frac {1\mid }{\mid b_{3}}}+{\frac {1\mid }{\mid m}}+{\frac {1\mid }{\mid n}}+\cdots ={\frac {mn+1\mid }{\mid (mn+1)b_{1}+n}}+{\frac {1\mid }{\mid (mn+1)b_{2}+m+n}}+{\frac {1\mid }{\mid (mn+1)b_{3}+m+n}}+\cdots ,}
l'égalité signifiant ici que pour tout entier naturel k, la réduite d'indice k de la fraction généralisée de droite est égale à celle d'indice 3k de la fraction simple de gauche.

## Équation du second degré

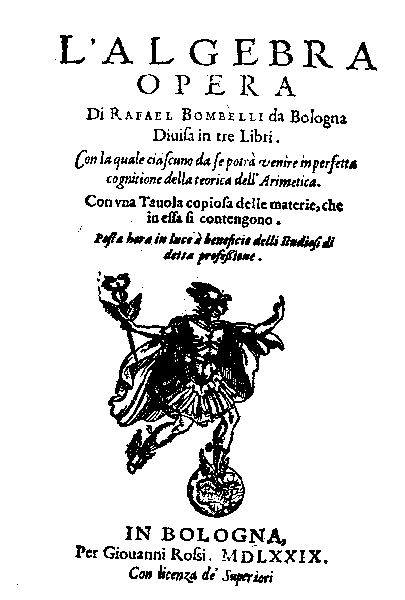
LAlgebra de Raphaël Bombelli contient la première fraction continue connue en Europe, elle correspond à celle donnée en exemple dans ce paragraphe.

Un exemple d'illustration de l'arrivée naturelle d'une fraction continue généralisée est l'équation du second degré. Étudions le cas particulier, correspondant à celle de Bombelli, la première connue en Europe :
En remplaçant x par sa valeur, on obtient, comme valeur de x :
En notation de Pringsheim, la fraction ƒ prend la forme suivante :
Un calcul manuel montre que ses premières réduites sont 6, 20/3, 33/5, 218/33, 720/109. On démontre que cette suite tend vers une des deux racines : celle égale à 3 + √13. À l'époque de Bombelli, l'intérêt principal de cette fraction continue était d'offrir une méthode d'extraction de racine : le calcul de la fraction permet d'approcher √13 avec toute la précision souhaitée.
Pour une solution d'une équation du second degré arbitraire, Euler écrit le même développement. On peut montrer (cf. article détaillé) que si l'équation a une racine double non nulle ou deux racines de modules distincts, cette fraction continue généralisée tend vers la racine de plus grand module mais que sinon, la fraction continue n'est pas convergente.

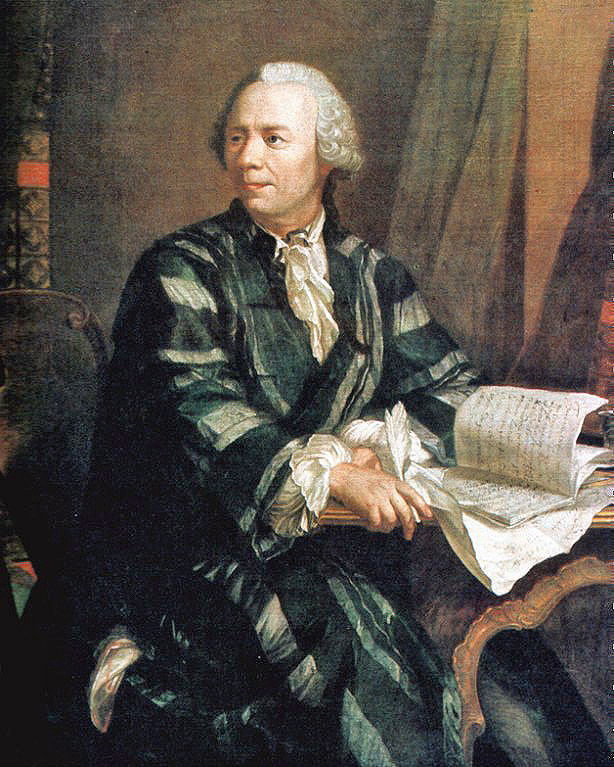
Leonhard Euler calcule le premier développement en fraction continue généralisée d'une fonction.

## Développements en fractions continues généralisées deπet dee
La fraction continue de π n'offre aucune régularité donc son calcul est inextricable. Ce nombre admet en revanche de multiples développements en fractions continues généralisées. La première apparition d'une telle fraction est la formule de Brouncker :
Une démonstration de cette égalité figure dans l'article « Formule de fraction continue d'Euler », par évaluation au point 1 d'une fraction continue généralisée de la fonction Arctangente. Ainsi, une fraction continue ne s'applique pas uniquement aux nombres, mais aussi à certaines fonctions. De même, Euler a développé la fonction exponentielle en une fraction continue généralisée d'une forme appropriée :

dont on obtient :
Voir la suite A233583 de l'OEIS.
Il obtient également  la fraction continue simple  :

donnant :

## Critère d'irrationalité
Théorème — Soit {\displaystyle x=b_{0}+{\frac {a_{1}\mid }{\mid b_{1}}}+{\frac {a_{2}\mid }{\mid b_{2}}}+{\frac {a_{3}\mid }{\mid b_{3}}}+\cdots } une fraction continue généralisée convergente à coefficients entiers.
Si à partir d'un certain rang, {\displaystyle 0<|a_{n}|<|b_{n}|}, et si pour une infinité de n {\displaystyle |a_{n}|\not =|b_{n}|-1}, alors x est irrationnel.
On en déduit par exemple l'irrationalité de π, démonstration due à Lambert en 1761.